# 安野玲
安野 玲（あんの れい、1963年 - ）は、日本の翻訳家。
お茶の水女子大学文教育学部卒業。日本推理作家協会会員。東京生まれ。早川書房の勤務をへて翻訳家。

## 翻訳
- 『はてしなき追跡』（ゲイリー・ポールセン、安藤由紀絵、くもん出版、くもんの海外児童文学シリーズ3） 1991
- 『死の舞踏』（スティーヴン・キング 、福武書店） 1993、のち福武文庫、のちパジリコ、のちちくま文庫 2017
- 『いつもの空を飛びまわり』（スーザン・パルウィック、筑摩書房） 1996
- 『目ざめよ〈能力者〉! アドベンチャー&ファンタジー』（ダグラス・ヒル、社会思想社、現代教養文庫） 1996
- 『事件、わたしの場合』（ジェニファー・シュート、扶桑社、扶桑社ミステリー） 1998
- 『なぜ自分をいじめるの? サドマゾヒズムの心理学』（ジョン・マンダー・ロス、朝日新聞社） 1999
- 『見えない蜘蛛の巣』（C・アームストロング、小学館、小学館文庫、海外名作ミステリー） 2000
- 『心のすれちがいを感じる夫婦・恋人のために』（ドント・スウェット・プレス編集部、扶桑社、リチャード・カールソンの“くよくよするな”ブックス） 2003
- 『リチャード三世「殺人」事件』（エリザベス・ピーターズ、扶桑社、扶桑社ミステリー） 2003
- 『時と神々の物語』（ロード・ダンセイニ 、中野善夫,中村融,吉村満美子共訳、河出書房新社、河出文庫） 2005
- 『しっかりものの老女の死』（ジェイニー・ボライソー、東京創元社、創元推理文庫） 2005
- 『最後の夢の物語』（ロード・ダンセイニ、中野善夫,吉村満美子共訳、河出書房新社、河出文庫） 2006
- 『ページをめくれば』（ゼナ・ヘンダースン、中村融編、山田順子共訳、河出書房新社、奇想コレクション） 2006
- 『ちいさな人形とちいさな奇蹟』（レイチェル・フィールド、ランダムハウス講談社） 2006
- 『悪魔の薔薇』（タニス・リー、中村融編、市田泉共訳、河出書房新社、奇想コレクション） 2007
- 『20世紀の幽霊たち』（ジョー・ヒル、白石朗,玉木亨,大森望共訳、小学館、小学館文庫） 2008
- 『待ちに待った個展の夜に』（ジェイニー・ボライソー、東京創元社、創元推理文庫） 2008
- 『夏の夜のわるい夢』（ジェイニー・ボライソー、東京創元社、創元推理文庫） 2011
- 『ナイト I』（ジーン・ウルフ、国書刊行会、ウィザード・ナイトシリーズ1） 2015
- 『ナイト II』（ジーン・ウルフ、国書刊行会、ウィザード・ナイトシリーズ2） 2015
- 『ウィザード I』（ジーン・ウルフ、国書刊行会、ウィザード・ナイトシリーズ3） 2015
- 『ウィザード II』（ジーン・ウルフ、国書刊行会、ウィザード・ナイトシリーズ4） 2015
- 『フィフス・ウェイブ 』（リック・ヤンシー、集英社文庫） 2016
- 『草地は緑に輝いて』（アンナ・カヴァン、文遊社） 2020

### テイラー・スミス作品
- 『沈黙の罪』（テイラー・スミス、ハーレクイン、Mira文庫） 2001
- 『忘却の罪』（テイラー・スミス、ハーレクイン、Mira文庫） 2003
- 『煉獄の華』（テイラー・スミス、ハーレクイン、Mira文庫） 2004
- 『沈黙の罪』（テイラー・スミス、ハーレクイン、Mira） 2007

### 「移動都市」シリーズ
- 『移動都市』（フィリップ・リーヴ、東京創元社、創元SF文庫） 2006
- 『掠奪都市の黄金』（フィリップ・リーヴ、東京創元社、創元SF文庫） 2007
- 『氷上都市の秘宝』（フィリップ・リーヴ、東京創元社、創元SF文庫） 2010
- 『廃墟都市の復活』上・下（フィリップ・リーヴ、東京創元社、創元SF文庫） 2018